# Distrito electoral local 23 de la Ciudad de México
El XXIII Distrito Electoral Local de Ciudad de México es uno de los 33 distritos electorales locales en los que se encuentra dividido el territorio de Ciudad de México. Su cabecera es la alcaldía Álvaro Obregón.

## Ubicación
Limita al norte con el distrito XVIII y al oeste con el distrito XX, ambos en la alcaldía, al sur con el distrito XXXIII y XIV de Magdalena Contreras y Tlalpan respectivamente, al noreste con el distrito XVII de Benito Juárez y al este con el distrito XXVI de Coyoacán.

## Congreso de la Ciudad de México (desde 2018)
| Diputado                       | Grupo parlamentario | Legislatura | Periodo     |
| ------------------------------ | ------------------- | ----------- | ----------- |
| Isabela Rosales Herrera        |                     | I           | 2018 - 2021 |
| Claudia Montes de Oca del Olmo |                     | II III      | 2021 -      |

## Resultados electorales

### 2021
|  | 39.8423 % |

|  | 26.6073 % |

|  | 5.0446 % |

|  | 12.6164 % |

|  | 3.2605 % |

|  | 0.6551 % |

|  | 1.1378 % |

|  | 0.3109 % |

|  | 1.7325 % |

|  | 1.8722 % |

|  | 0.6941 % |

|  | 0.0961 % |

|  | 3.1171 % |

|  | 100.00 % |